# 통계적 추론
통계적 추론(統計的 推論, statistical inference) 또는 추론 통계은 모집단에 대한 어떤 미지의 양상을 알기 위해 통계학을 이용하여 추측하는 과정을 지칭한다. 통계학의 한 부분으로서 추론 통계학(Inferential statistics)이라고 불린다. 이것은 기술 통계학(descriptive statistics)과 구별되는 개념이다. 추론 통계에는 도수 확률(frequency probability)과 사전 확률(prior probability)을 기반으로 하는 베이즈 추론의 두 학파가 있다.
모집단에 대한 추론을 100% 확신하기 위해서는 모집단 전체를 표본으로 조사해야 한다. 그러나 경제성 또는 시간 또는 양적접근의 한계 등의 이유로 불가능한 경우가 많기 때문에 표본에서 얻은 정보를 가지고 추론한다.

## 추정과 가설검정
통계추론은 추정(estimation)과 가설검정(testing hypothesis)으로 나눌 수 있다.
추정(estimation)은 표본을 통해 모집단 특성이 어떠한가에 대해 추측하는 과정이다. 표본평균 계산을 통해 모집단평균을 추측해보거나, 모집단 평균에 대한 95% 신뢰구간의 계산 과정을 나타낸다.
가설검정(testing hypothesis)은 모집단 실제값이 얼마나 되는가 하는 주장과 관련해서, 표본이 가지고 있는 정보를 이용해 가설이 올바른지 그렇지 않은지 판정하는 과정을 나타낸다.

## 통계분석
통계분석은 통계관찰의 결과로써 얻어지는 통계데이터를 조사목적에 따라 정리가공(整理加工)하고 분석하는 것이다. 통계분석의 방법으로서는 몇 가지를 생각할 수 있으나 실제의 경우에는 문제의 성질에 따라 적절한 방법을 선택할 필요가 있다.  일반적으로 통계분석의 제1단계로서 집단의 양적구조를 기술하고 분석하기 위해 기술적 분석방법이 사용된다. 기술적 분석에서는 우선 얻어진 통계데이터를 도수분포표(度數分布表)나 도수분포도의 구성을 통하여 집단의 특징을 파악하는 동시에 다시 평균치(平均値), 산포도(散布度), 왜도(歪度) 등의 집단특성치(集團特性値)를 산출하여 집단의 특성을 수치적으로 요약표현 한다. 통계집단 사이의 관계적 기술의 방법으로는 두 가지 통계숫자의 논리적 관계를 나타내는 통계비율이나 동종의 통계숫자를 장소적 또는 시간적으로 배열한 통계계열의 분석방법이 쓰인다.  또 통계집단의 표지(標識)를 두 개 이상 생각한 경우, 그러한 관계를 상호의존적, 동시적으로 포착하여 분석하는 상관분석(相關分析)과, 한편이 다른 편의 표지의 조(組)의 변화에 의해 어느 정도 영향을 받는가를 분석하는 회귀분석(回歸分析)의 방법이 널리 사용되고 있다.  이상의 기술통계적 분석의 단계에서는 직접 관측된 결과를 분류·요약·정시(呈示)·분석함을 주된 목적으로 삼고 있다. 그러나 직접 관찰된 관측치(觀測値)의 집단, 즉 표본자체가 최종의 목표는 아니고, 표본과 그것이 속한다고 상정(想定)되는 보다 큰 관측치의 집단, 즉 모집단과를 구별하는 것으로부터 출발하여 표본을 통해 모집단에 관한 정보를 도출하는 데에 주목표를 두는 것이 추측적 통계 분석의 방법이다. 물론 추측적 통계분석을 진행시킴에 있어서도 기술적 통계분석이 그 기초가 되어 있는 것이다.  표본은 모집단의 일부이므로 거기에서 도출된 결과가 구하고자 하는 모집단의 특성치(特性値) 내지 정보에 대해 완전히 일치하는 수도 있을 수 있으나 일반적으로 모집단의 진치(眞値)와 표본추정치(標本推定値) 사이에는 오차―표본오차―가 존재한다. 표본의 추출이 무작위로 행해지는 한 확률개념을 이용하여, 그와 같은 표본오차 및 표본추정치의 분포 상태를 측정할 수가 있다. 이러한 기본적 지식을 바탕으로 하여 표본의 결과에서 모집단에 관한 상태를 추정―통계적 추정(統計的推定)―하기도 하고 또는 모집단에 관한 가설(假說)이 타당한 것인가 여부를 검정(檢定)―통계적 가설검정―한다. 또 추측적 통계분석에서는 실험 또는 관찰의 계획을 합리적으로 하기 위한 기법과 도출된 결과를 바탕으로 어떻게 결정을 내리면 좋은가 등의 이론이나 방법도 취급되는 것이다.

## 같이 보기
- 수리통계학
- 추계학(stochastic)
- 논리학
- Z검정